# Sphingomorpha hemia
Sphingomorpha hemia är en fjärilsart som beskrevs av Achille Guenée 1852. Sphingomorpha hemia ingår i släktet Sphingomorpha och familjen nattflyn. Inga underarter finns listade i Catalogue of Life.